# Cahiers Octave Mirbeau
Cahiers Octave Mirbeau è una rivista letteraria francese.

## Storia
Si tratta della pubblicazione annuale della Société Octave Mirbeau, associazione letteraria dedicata allo scrittore francese Octave Mirbeau e fondata nel 1993, nella città di Angers. Il redattore capo è Pierre Michel, presidente e fondatore della Société Octave Mirbeau.
Dal maggio 1994 al maggio 2019 ne sono stati pubblicati 26 numeri (quasi 9 800 pagine in tutto), con una tiratura di 500 copie a uscita.
Ogni volume contiene almeno tre parti principali. La prima è dedicata agli studi sulle opere di Mirbeau, alle sue lotte letterarie o estetiche e al suo impegno politico. La seconda comprende testi o documenti inediti o ignoti. La terza parte è costituita da una bibliografia mirbelliana e da recensioni di numerosi libri relativi alla letteratura e alle arti della Belle époque. Alcuni numeri hanno una quarta sezione, dedicata testimonianze su Mirbeau, opera di scrittori, registi, attori, artisti, ecc. contemporanei.